# Philip von Schantz

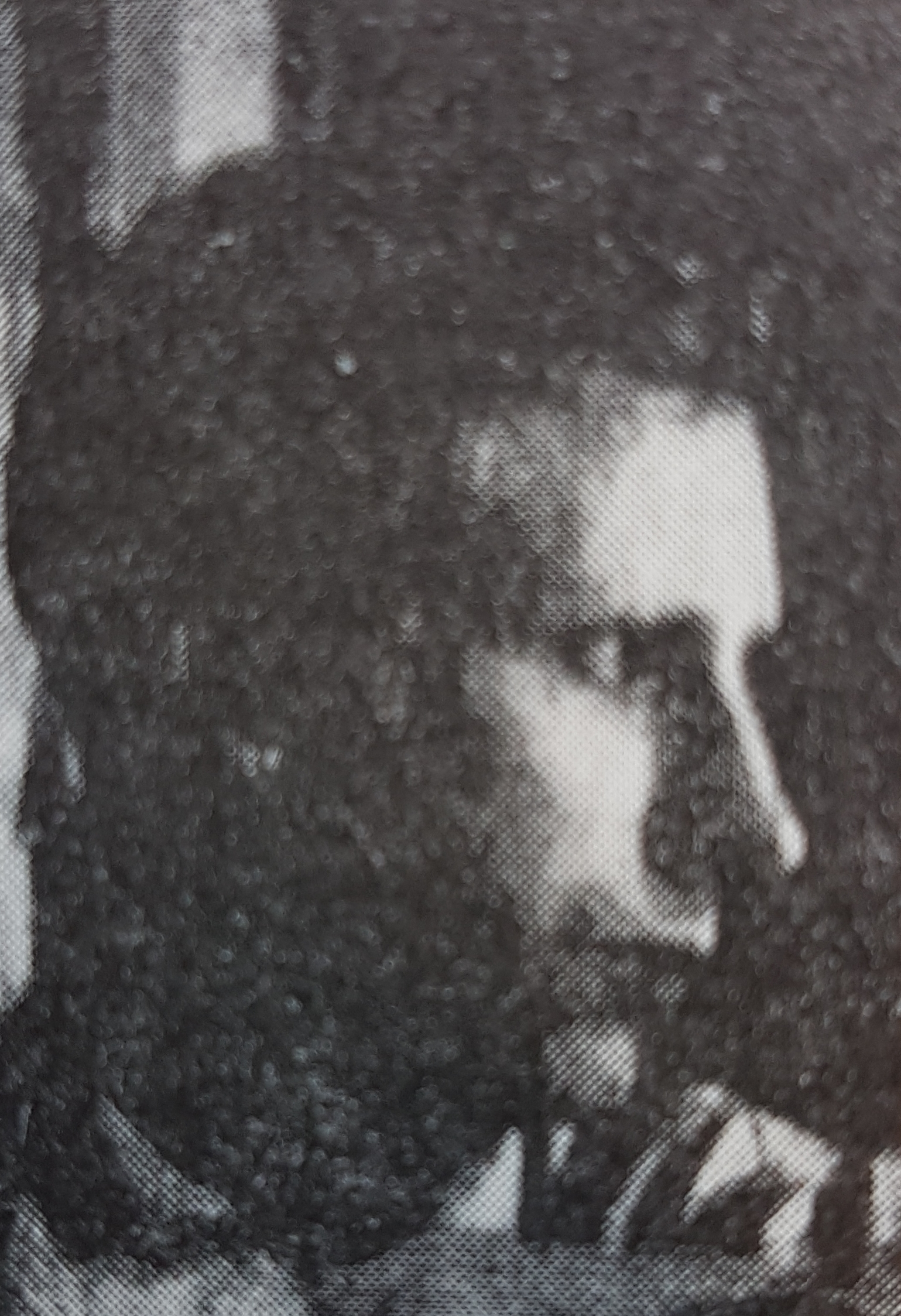
Philip von Schantz

Philip von Schantz (* 21. Februar 1928 in Norrköping; † 13. August 1998) war ein schwedischer Maler und Grafiker.

## Leben und Werk
Philip von Schantz begann 1950 mit dem Malen an der privaten Malerschule von Otte Sköld in Stockholm. 1951 war er in Paris, für kurze Zeit auch bei André Lhote. 1952–58 besuchte er die Königliche Kunsthochschule Kungliga konsthögskolan in Stockholm.
Während der 1970er Jahre wurde er allgemein sehr beliebt für seine naturalistischen Darstellungen von Beeren in großen Haufen und von Früchten und Kartoffeln in Kisten, Schüsseln und Emailleeimern. Seine Arbeiten zeigten dabei mit großem Fleiß das kleinste Detail, wo jede einzelne Johannisbeere oder Stachelbeere gezählt werden konnte. Die Perspektive war immer genau von der Seite und seine im Stillleben abgebildeten Objekte hatten die natürliche Größe, diese hatte er dabei oft selbst geerntet oder in der Natur gefunden.
1988 zog er in sein neugebautes Atelier in Gåsviken am Väddö kanal, nahe der Küste von Uppland. Gleichzeitig kam ein neues Element in seine Werke, Pokale und Urnen, manchmal mit Enten, bildeten in ihrer Anordnung raffinierte, optische Täuschungen für den Betrachter. In den 1990er Jahren integrierte er die schwedische Ackerlandschaft mit den typischen roten Scheunen und Ställen in seine Bilder. Auch hier verwendet er wieder seine plakative Perspektive mit nur einem Fluchtpunkt.
Philip von Schanz war von 1963 bis 1973 Professor an der Kunsthochschule, die er selbst als Schüler besucht hatte. 1973–77 war er Chef für das Moderne Museum Moderna museet in Stockholm und von 1987 bis 1993 war er Vorsitzender der Kunstakademi Kungliga Akademien för de fria konsterna in Stockholm. 1991 und 1992 illustrierte er auch das Nobeldipolm für Ronald Coase, Georges Charpak, und Gary S. Becker.
Philip von Schantz war bei seinem Tod, im Alter von 70 Jahren, einer der beliebtesten Künstler Schwedens. Im Jahr 2000 ehrte ihn die schwedische Post mit zwei Briefmarken mit seinen Motiven.

## Präsentation (Auswahl)
- Schwedisches Nationalmuseum, Stockholm
- Moderna Museet, Stockholm
- Göteborgs konstmuseum
- Malmö Museum
- British Museum, London
- Museum of Modern Art New York
- Cleveland Museum of Art, Ohio
- Statens Museum for Kunst, Kopenhagen
- Bradford City Art Gallery, England
- Hanaholmen Helsingfors, Finnland
- Nationalmuseet, Island
- Moderna Galerija Rijeka, Kroatien
- Musée du petit Format, Couvin, Belgien
- Museo Nacional de la Estampa, Mexiko-Stadt

## Berufungen und Auszeichnungen (Auswahl)
- 1959 Stellvertretender Grafiklehrer an der Konsthögskolan
- 1962 Leiter der Grafikschule
- 1963 Professor im Fach grafische Kunst
- 1963 Mitglied der Konstakademien
- 1969–1972 Direktor der Konsthögskolan
- 1973–1977 Chef für das Moderna museet
- 1983 Auszeichnung mit der Prins Eugen-Medaille
- 1987–1992 Präsident der Konstakademien